# Longmire Community Building
Pour les articles homonymes, voir Longmire (homonymie).
La Longmire Community Building est un bâtiment américain à Longmire, dans le comté de Lewis, dans l'État de Washington. Construit en 1927 dans le style rustique du National Park Service, il est protégé au sein du parc national du mont Rainier.
Ce bâtiment fait partie des Longmire Buildings, un ensemble architectural inscrit au Registre national des lieux historiques et classé National Historic Landmark depuis le 28 mai 1987. C'est également une propriété contributrice au district historique de Longmire depuis la création de ce district historique le 13 mars 1991. Il contribue enfin au Mount Rainier National Historic Landmark District établi le 18 février 1997.